# Помни обо мне
Помни меня, моя любовь (итал. Ricordati di me) — итальянский фильм 2003 года, режиссёра Габриэле Муччино. В роли второго плана Моника Беллуччи.
Слоган : Некоторые увлечения никогда не забываются.

## Сюжет
На первый взгляд семья Ристуччи, по-видимому, нормальная и сплоченная, но все её члены что-то скрывают. Карло, глава семьи, хотел бы стать писателем, а не продолжать работать в страховой компании. Джулия, его жена, школьная учительница, которая стремится стать актрисой. Паоло — небезопасный подросток, который не может успешно утвердиться в глазах девушек, которых он любит. Валентина хочет стать телевизионной танцовщицей любой ценой. Это молчание нарушается, когда Карло встречает свою старую любовь Алессию, с которой он начинает внебрачные отношения. В результате он почти разрушает семью, хотя Джулия пытается спасти брак.

## Награды
- 3 премии Nastro d’Argento:
  - Лучшая актриса второго плана: Моника Беллуччи,
  - Лучший сценарий: Габриэле Муччино и Хейдрун Шлиф,
  - Лучший продюсер: Доменико Прокаччи и Надин Луке.

## Саундтрек
- Элиза с Almeno tu nell'universo[англ.][4]
- Белладонна[итал.] с Killer (Ogni istante и l’ultimo)[5]
- Имани Коппола[англ.] с Fake — новый реал

## В ролях
| Актёр               | Роль               |
| ------------------- | ------------------ |
| Фабрицио Бентивольо | Карло Ристучча     |
| Лаура Моранте       | Джулия Ристучча    |
| Николетта Романофф  | Валентина Ристучча |
| Моника Беллуччи     | Алессия            |
| Сильвио Муччино     | Паоло Ристучча     |
| Габриэле Лавия      | Альфредо           |
| Энрико Сильвестрин  | Стефано Манни      |
| Сильвия Коэн        | Елена              |
| Альберто Джиминьяни | Риккардо           |
| Аманда Сандрелли    | Луиза              |
| Блас Рока-Рей       | Мэтт               |
| Пьетро Тариконе     | Паоло Туччи        |
| Джулия Мишелини     | Илария             |
| Мария Кьяра Аугенти | Анна Пецци         |
| Андреа Ронкато      | Луиджи             |
| Стефано Сантоспаго  | Андре              |